# Veľké Chyndice
Veľké Chyndice (bis 1948 slowakisch „Veľké Hyndice“; ungarisch Nagyhind oder auch Alsóhind) ist eine slowakische Gemeinde im Okres Nitra und im Nitriansky kraj mit 339 Einwohnern (Stand 31. Dezember 2024).

## Geographie

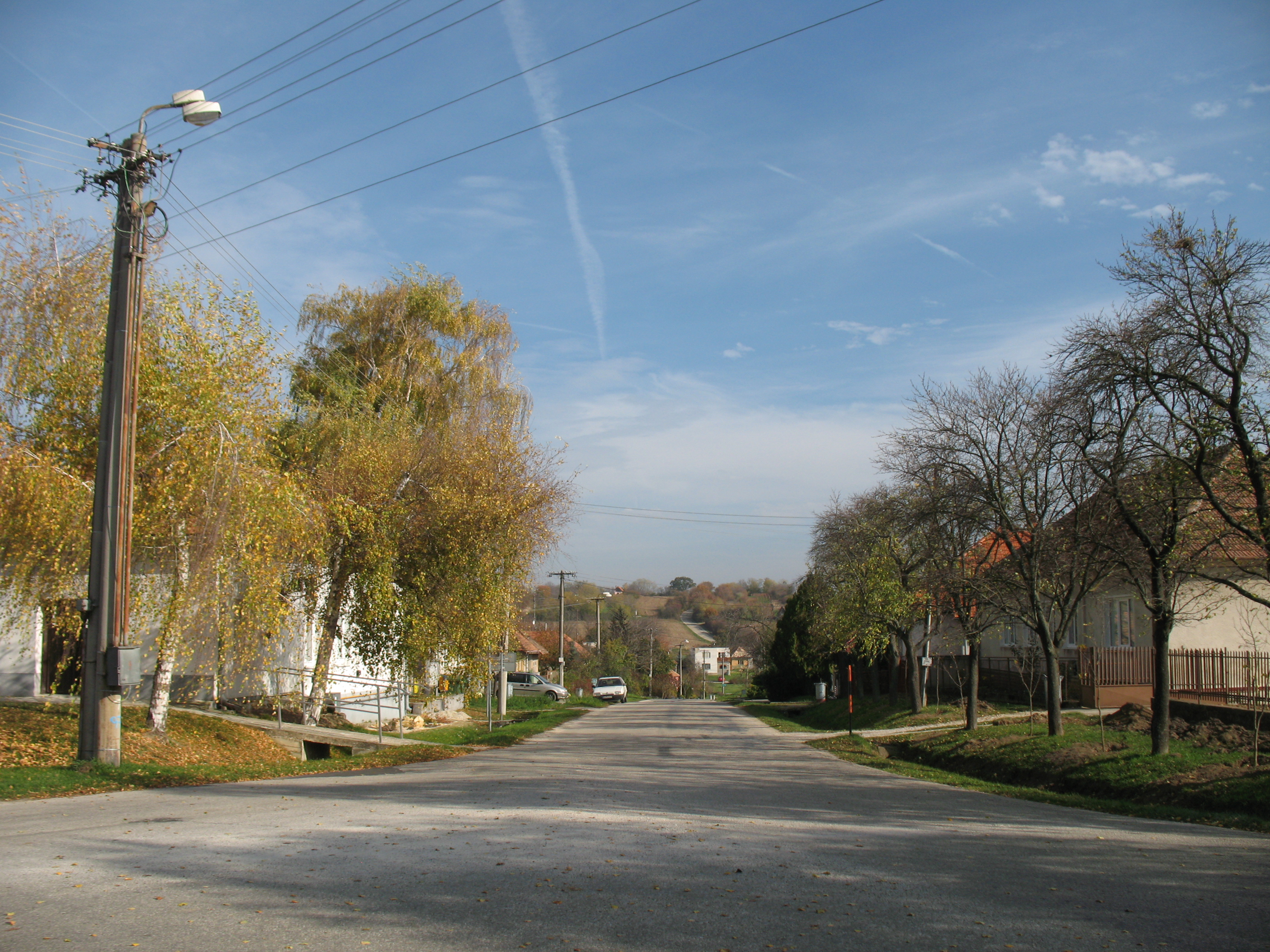
Straßenblick im Ort

Die Gemeinde befindet sich im östlichen Teil des Hügellands Žitavská pahorkatina, einem Teil des slowakischen Donauhügellands, im Einzugsgebiet der Žitava. Das Ortszentrum liegt auf einer Höhe von 180 m n.m. und ist sieben Kilometer von Vráble sowie 21 Kilometer von Nitra entfernt.
Nachbargemeinden sind Malé Chyndice im Norden, Nová Ves nad Žitavou im Osten, auf einem kurzen Stück Vráble im Süden und Klasov im Südwesten und Westen.

## Geschichte

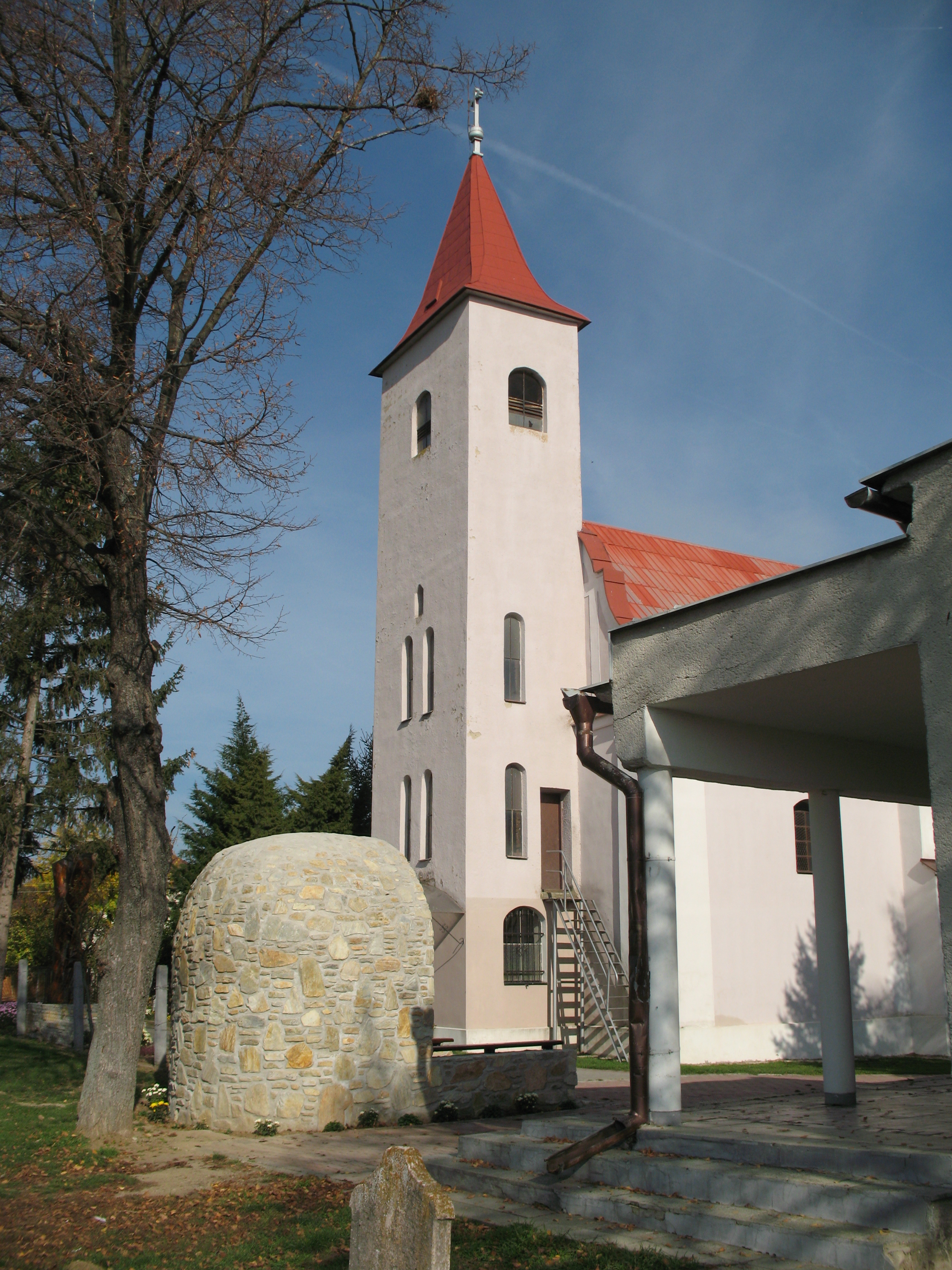
Kirche in Veľké Chyndice

Veľké Chyndice wurde zum ersten Mal 1234 als Hymd schriftlich erwähnt und war damals ein von königlichen Fischern und Hofdienern bewohnter Ort. 1287 gehörte das Dorf zum Herrschaftsgebiet der Burg Gýmeš, im 18. Jahrhundert war es Besitz der Familien Paluskay und Koller und im 19. Jahrhundert lag es im Herrschaftsgebiet von Veľká Maňa. 1576 wurde Veľké Chyndice von den Türken besetzt. 1720 gab es Weingärten und 20 Haushalte, 1787 hatte die Ortschaft 33 Häuser und 235 Einwohner, 1828 zählte man 45 Häuser und 317 Einwohner, die als Landwirte beschäftigt waren.
Bis 1918 gehörte der im Komitat Neutra liegende Ort zum Königreich Ungarn und kam danach zur Tschechoslowakei beziehungsweise heute Slowakei. Auf Grund des Ersten Wiener Schiedsspruchs lag er 1938–1945 noch einmal in Ungarn. Von 1976 bis 1992 war der Ort zusammen mit Malé Chyndice Teil der Einheitsgemeinde Chyndice.

## Einwohner
| Jahr                | 1994 | 2004    | 2014    | 2024    |
| ------------------- | ---- | ------- | ------- | ------- |
| Anzahl der Personen | 367  | 342     | 319     | 339     |
| Unterschied         |      | −6,81 % | −6,72 % | +6,26 % |

| Jahr                | 2023 | 2024    |
| ------------------- | ---- | ------- |
| Anzahl der Personen | 344  | 339     |
| Unterschied         |      | −1,45 % |

Gemäß der Volkszählung 2011 wohnten in Veľké Chyndice 304 Einwohner, davon 249 Slowaken und 53 Magyaren. Zwei Einwohner machten keine Angaben zur Ethnie.
286 Einwohner bekannten sich zur römisch-katholischen Kirche, fünf Einwohner zur griechisch-katholischen Kirche und ein Einwohner zur griechisch-katholischen Kirche. 11 Einwohner waren konfessionslos und bei einem Einwohner wurde die Konfession nicht ermittelt.

## Bauwerke und Denkmäler
- Römisch-katholische Kirche, ursprünglich im romanischen Stil in der ersten Hälfte des 13. Jahrhunderts gebaut, 1746 umgebaut und barockisiert.[6]